# Eduard Lübbert
Friedrich Wilhelm Eduard Lübbert (*  10. Juni 1830 auf Gut Zweybrodt bei Breslau; † 31. Juli 1889 in Bonn) war ein deutscher Altphilologe und Archäologe.

## Leben
Eduard Lübbert war Sohn des Gutsbesitzers Friedrich August Lübbert und wurde auf Gut Zweybrodt bei Breslau geboren. Lübberts Schwester Philippine war die spätere Ehefrau Julius Kemnas. Nach dem Besuch des Breslauer Friedrichs-Gymnasiums studierte er ab Ostern 1847 Klassische Philologie und Archäologie, zunächst ein Semester lang an der Universität Breslau bei Friedrich Haase. Anschließend wechselte er für fünf Semester an die Friedrich-Wilhelms-Universität zu Berlin und für zwei Semester an die Rheinische Friedrich-Wilhelms-Universität Bonn. In Bonn prägten ihn Friedrich Ritschl, Friedrich Gottlieb Welcker und Jacob Bernays. 1850 wurde er im Corps Hansea Bonn recipiert. Ostern 1851 wechselte er an die Friedrichs-Universität Halle, wo er sein Studium bei Gottfried Bernhardy abschloss. Am 14. September 1853 wurde er zum Dr. phil. promoviert. Im Frühjahr 1854 bestand er das Lehramtsexamen.
Nach kurzem Aufenthalt in Breslau kehrte Lübbert im Herbst 1854 nach Bonn zurück, wo er an der Universitätsbibliothek Bonn arbeitete und seine Studien vertiefte. Als er im Frühjahr 1857 aus Überanstrengung erkrankt war, kehrte er wiederum nach Breslau zurück. Dort habilitierte er sich am 6. August 1859. Anschließend lehrte er als Privatdozent an der Universität Breslau.
Vom Herbst 1864 bis zum August 1865 hielt er sich in Italien und besonders in Rom auf. Nach seiner Rückkehr wurde er am 16. September als außerordentlicher Professor an die Universität Gießen berufen. Nachdem er einen Ruf an die Universität Würzburg abgelehnt hatte, wurde er am 23. März 1870 zum ordentlichen Honorarprofessor ernannt und nach dem Weggang von Ludwig Lange zu dessen Nachfolger und zum Professor der Eloquenz.
Zum Sommersemester 1874 wechselte Lübbert als Nachfolger von August Wilmanns nach Kiel, wo er 1880  für Kaiser Wilhelm I. eine Rede in der Christian-Albrecht-Universität hielt. Zum Sommersemester 1881 (Ruf 6. November 1880) ging Lübbert als Nachfolger von Friedrich Heimsoeth nach Bonn.  Hier wurde er zum Mitdirektor des Seminars ernannt und teilte sich die Professur der Eloquenz mit Hermann Usener. Im akademischen Jahr 1887/1888 war Lübbert Dekan der Philosophischen Fakultät. Er starb an einem Blutsturz im Alter von 59 Jahren.
Als Wissenschaftler hat sich Lübbert besonders um die lateinische und griechische Syntax verdient gemacht. Er verfasste Monografien zum Konjunktiv Perfekt, zum Futur II und über die Konjunktion quom im Altlateinischen. Außerdem beschäftigte er sich mit den Dichtern Pindar, Theokrit und Kallimachos.

## Werke
- Eduard Lübbert: Alexandria unter Ptolemaeus Philadelphus und Eüergetes. Rede zur Feier des Geburtstages Seiner Majestät des Deutschen Kaisers, Königs von Preussen, Wilhelm I., gehalten an der Christian-Albrechts-Universität am 20. März 1880. Band 23; Band 26 der Schriften der Universität zu Kiel, Universitäts-Buchhandlung Kiel, 1880.
- Bücher von Eduard Lübbert im Internet Archive
- Eduard Lübbert in Open Library